# Ocotea viridiflora
Ocotea viridiflora là một loài thực vật thuộc họ Lauraceae. Loài này có ở Panama và có thể cả Costa Rica.